# Portunoidea
Los portunoideos (Portunoidea) son una superfamilia de crustáceos decápodos del infraorden Brachyura que agrupa varias familias, y se basa en  Portunidae (cangrejos nadadores); Trichodactylidae (cangrejos de agua dulce) estaba antes en esta superfamilia, aunque ahora tiene una propia.

## Descripción
El caparazón algo plano y liso es generalmente más ancho que largo, de forma hexagonal, subhexagonal, rectangular o transversalmente ovalada. Es generalmente más ancho entre las espinas dorsales detrás del borde delantero; puede tener hasta 9 pares de estas espinas dorsales, con algunas más pequeñas a la derecha sobre la cabeza, pero faltan en conjunto en algunas especies.
En varias especies, el primer pleópodo del endopodio es lobulado y forma el característico lóbulo portúnido. Las garras son robustas y a veces último par de  pleópodos ,presenta una pinza ovalada. Las suturas del esternón entre los segmentos 4 y 8 son generalmente incompletas y en la familia Portunidae las ocho partes del esternón son usualmente visibles si se observan desde abajo y presentan un surco penial.
En el macho, las somitas abdominales están todas libres o de la tercera a la quinta están fundidas, pero conservando a menudo las suturas. El primer gonopodio es muy curvado en forma de gancho con una base hinchada.

## Familias
Se reconocen las siguientes:
- Brusiniidae Števčić, 1991
- Carcineretidae † Beurlen, 1930[1]
- Carcinidae MacLeay, 1838
- Catoptridae Borradaile, 1902
- Geryonidae Colosi, 1923
- Lithophylacidae † Van Straelen, 1936
- Longusorbiidae † Karasawa, Schweitzer & Feldmann, 2008
- Macropipidae Stephenson & Campbell, 1960
- Ovalipidae Spiridonov, Neretina & Schepetov, 2014
- Pirimelidae Alcock, 1899
- Polybiidae Ortmann, 1893
- Portunidae Rafinesque, 1815
- Psammocarcinidae † Beurlen, 1930
- Thiidae Dana, 1852

Carcineretidae, una familia fósil del Cretáceo, puede ser clasificada en esta superfamilia. Si ello es así, otra familia extinta, Torynommidae también debe ser incluida en Portunoidea.